# ميكويان جوريفيتش ميج-3
ميكويان جوريفيتش ميج 3 (روسية:Микоян-Гуревич МиГ-3) هي طائرة حربية سوفييتية استعملت في الحرب العالمية الثانية وهي تطوير للطائرة ميج 1 حيث تمت عدة تعديلات لإصلاح المشاكل التي وجدت بها أثناء اختبارها وبعد دخولها الخدمة.

## تطوير الطائرة وتاريخها
أجرى أرتم ميكويان وميخائيل جوريفيتش العديد من التعديلات في التصميم بعد الاختبار الفعلى للطائرة ميج 1 وإجراء الأبحاث المعملية وكانت النتيجة عدد كبير من التعديلات منها:
- تقديم المحرك مسافة 1 سم مما أثبت فعالية في ثبات المحرك.
- إضافة مبرد جديد سمح بإضافة خزان وقود أخر سعته 250 لتر.
- إضافة خزان زيت إضافى تحت المحرك.
- إضافة درع من الصلب سمكه 8 مم خلف الطيار (زيدت إلى 9 مم في الموديلات اللاحقة).
- تقوية معدات الهبوط الرئيسية.
- زيادة حجم العجلات الرئيسية إلى 600 × 250 مم.
- زيادة ذخيرة الرشاش ShKAS إلى 750 طلقة للرشاش الواحد.

## المستخدمون
- الاتحاد السوفيتي

## مواصفات الطائرة ميج 3

### الصفات العامة
- الطاقم: 1.
- الطول: 8.25 متر
- المسافة بين الجناحين: 10.20 متر.
- الارتفاع : 3.5 متر.
- مساحة الأجنحة: 17.44 متر².
- الوزن فارغة: 2699 كغم.
- الوزن محملة: 3355 كغم.
- المحرك: محرك واحد من نوع Mikulin AM-35، مبرد بالماء، ينتج 1350 حصانا.

### الأداء
- السرعة القصوى: 640 كيلومتر/ساعة.
- المدى: 820 كيلومتر
- أقصى ارتفاع: 11500 متر.
- معدل الصعود: 14.7 متر/ثانية
- الحمل على الأجنحة: 192 كغم/متر²
- نسبة الطاقة/وزن: 0.30 كيلو وات /كغم

### التسليح
- 1 × 12.7 مم - رشاش من نوع برزين UBS
- 2 × 7.62 مم - رشاشين من نوع ShKAS
- قنبلتين وزن 100 كغم أو صاروخين 6 × 82 مم من نوع R-82